# Onychembolus anceps
Onychembolus anceps là một loài nhện trong họ Linyphiidae.
Loài này thuộc chi Onychembolus. Onychembolus anceps được Alfred Frank Millidge miêu tả năm 1991.